# Etrema trigonostoma
Etrema trigonostoma is een slakkensoort uit de familie van de Clathurellidae. De wetenschappelijke naam van de soort is voor het eerst geldig gepubliceerd in 1896 door Hervier.